# Декстер: Первородний гріх
Декстер: Первородний гріх (англ. Dexter: Original Sin) — американський кримінально-драматичний телесеріал, створений Клайдом Філліпсом. Це приквел серіалу «Декстера». Прем’єра серіалу відбулася 13 грудня 2024 року на Paramount+ та Showtime.

## Сюжет
Декстер у Маямі в 1991 році на шляху від студента до серійного вбивці-месника. Коли він більше не може ігнорувати свої кровожерливі бажання, Декстер повинен навчитися зосереджуватися на своїй внутрішній темряві. Під наглядом свого батька Гаррі Декстер приймає кодекс, який допоможе йому знаходити та вбивати людей, не стаючи мішенню влади. Це особливий виклик для молодого Декстера, оскільки він починає проходити стажування у відділі судової патології в поліції Маямі.

## Актори та персонажі
- Патрік Гібсон у ролі Декстера Моргана, нещодавно найнятого стажера-криміналіста в департаменті поліції Маямі
- Крістіан Слейтер — Гаррі Морган, названий батько Декстера
- Моллі Браун у ролі Дебри Морган, названої молодшої сестри Декстера та доньки Гаррі
- Крістіна Міліан — Марія ЛаГуерта, перша жінка-детектив відділу вбивств у відділі поліції Маямі
- Джеймс Мартінес у ролі Анхеля Батісти, детектива, який разом із Гаррі працює в поліції Маямі
- Алекс Шимізу — Вінс Масука, експерт-криміналіст відділу поліції Маямі
- Рено Вілсон — Боббі Ватт, партнер Гаррі з відділу вбивств у відділі поліції Маямі
- Патрік Демпсі — Аарон Спенсер, капітан відділу вбивств Департаменту поліції Маямі
- Майкл Голл — оповідач/внутрішній голос Декстера
- Сара Мішель Геллар у ролі Тані Мартін, керівника криміналістики відділу вбивств Департаменту поліції Маямі та боса Декстера

## Епізоди
| № серії | Назва серії                                                | Режисер(и)     | Сценарист(и)                                        | Оригінальна дата виходу |
| --- | ---------------------------------------------------------- | -------------- | --------------------------------------------------- | ----------------------- |
| 1 | «Первородний гріх» «Original Sin»                          | Міхаель Лєман  | Клайд Філіпс                                        | 13 грудня 2024          |
| Молодий Декстер Морган намагається стримувати свої бажання, живучи разом зі своїм батьком Гаррі та сестрою, старшокласницею Деб. Декстер закінчує навчання в клініці, але коли розрізає тіло покійника розуміє, що йому цього мало. Батько знає про пристрасті Декстера до насилля та бере його на полювання, щоб зменшити його жагу. Там у Гаррі трапляється інфаркт і Декстер відвозить того до лікарні. Декстер помічає, що медсестра, що наглядає за його батьком поводитися не типово з пацієнтами, що помирають. Він дізнається, що медсестра, пришвидшує смерть таких пацієнтів непомітно вбиваючи їх. Декстер розповідає батьку про свої підозри Гаррі, і той просить його зупинити лікування та покарати медсестру. Декстер планує вбивство, та коли медсестра повертається до себе додому вбиває її. Він пропускає волейбольний матч його сестри, хоча казав, що буде. Декстер згодовує її тіло алігаторам, але на згадку про неї залишає собі її сережки. Перебуваючи на ярмарку вакансії Декстер проявляє зацікавленість до стенда судмедекспертів, та коментує фотографії мерців кажучи що там орудує серійний маніяк, що бере до уваги рекрутер. Гаррі стає краще і він повертається до дому. Його колеги детективи приїздять його провідати, а Декстер отримує запрошення на роботу. |                                                            |                |                                                     |                         |
| 2 | «Дитина в цукерні» «Kid in a Candy Store»                  | Міхаель Лєман  | Катріна Метьюсон і Таннер Бін                       | 20 грудня 2024          |
| Декстер пристосовується до своєї нової роботи стажистом-криміналістом. Його залучають до його першої кримінальної справи де він намагається проявити себе. В поліцейському поступає інформація, що в судді Пауера викрадають сина — Джина, і всі детективи долучаються до пошуку. Декстер отримує доступ до архіву поліцейських, де знайомиться зі справами нерозкритих справ. У флешбеках Гаррі згадує минуле, коли він бувши оперативним детективом намагався розслідувати справу про торговців кокаїном. Він згадує, що оскільки поліції не вдалось потрапити до банди він запропонував підіслати туди крота як Лору — подругу одного з наркоторговців. Відпускаючи Лору, і відвозячи її додому він знайомиться з малим Декстером. Деб накидається на свого тата, за небажання дотримуватися дієти. Також вона спровокована своєю подругою нишпорить в кімнаті Декстера, та забирає сережки, що він залишив після вбивства медсестри з наміром продати їх. Вони виявляються фальшивими, тому вона віддає їх своїй подрузі. |                                                            |                |                                                     |                         |
| 3 | «Поліція Маямі» «Miami Vice»                               | Моніка Реймунд | Сафура Фадаві                                       | 20 грудня 2024          |
| Деб влаштовує вечірку, сподіваючись отримати прихильність своїх товаришів по волейбольній команді, та стати капітаном команди, їй необхідно знайти кокс для вечірки. Злочинець присилає поліції відрізаний палець сина судді. В поліцейському відділі Маямі з'являється новий поліцейський - Марія ЛаГуерта, вона була переведена керівництвом в цей відділ, щоб вирішити проблеми копів, що ігнорують займатися проблемними справами. Декстер зізнається батьку, що взяв сережки з трупа минулої жертви і тепер вони у подруги Деб. Деб погоджується повернути сережки в обмін на наркотики для вечірки. Дерстер робить імітацію коксу для сестри. У флешбеках Гаррі влаштовує Лору в банду, що займається продажем наркотиків. Лора збільшує продажі та виходить на основну верхушку наркокортелю. Гаррі влаштовує слідчі дії з прослуховуванням діалогів бандитів. Декстер хоче покарати лихваря - Тоні Феррера, а тому робить підробні документи та бере у нього гроші. Після того, як приходить термін віддавати гроші Тоні хоче налякати Декстера та стріляє діля нього. Проводячи експертизу Декстер встановлює, що куля якою стріляли в нього була випущена з того ж пістолета, що і аналогічна якою вбили інших людей, що були винні кошти Ферреро. Декстер ділиться своєю експертизою з батьком. Він дозволяє покінчити тому з Тоні, з чим Декстер і займається. |                                                            |                |                                                     |                         |
| 4 | «Фендер Бендер» «Fender Bender»                            | Моніка Реймунд | Нік Заяс                                            | 27 грудня 2024          |
| Поліцейські знаходять тіло Джимі Пауера — сина судді. У флешбеках Гаррі доглядає за синами Лори поки та йде на завдання. Декстер націлюється на відставного вбивцю (який, можливо, все ще вбиває), він пробує упевнити Гаррі, що кілер вб'є свідка, якщо той не покінчить з ним першим. Деб пробирається до нічного клубу з Софією та зустрічає нового друга, вона обманює батька, що буде ночувати у подруги. Декстер намагається вбити кілера, але той втікає і потрапляє під автомобіль. |                                                            |                |                                                     |                         |
| 5 | «Ф означає «фігово вчинити»» «F Is for Fuck-Up»            | Міхаель Лєман  | Олександра Франклін і Марк Мушинскі                 | 3 січня 2025            |
| Після того, як вбивство пішло не за планом, Гаррі забороняє Декстеру робити самостійні кроки; Деб поглиблює свої стосунки з Джіо та зближується зі своїм братом у річницю смерті матері. У флешбеках Гаррі поглиблює стосунки з матірью Декстера, і дізнається, що його дружина якій він зраджує вагітна. Декстер дізнається, як знерухомлювати жертв за допомогою транквілізатору для коней, та показує на Гаррі, що він минулий раз прорахувався, але більше такого не буде. |                                                            |                |                                                     |                         |
| 6 | «Радість убивства» «The Joy of Killing»                    | Міхаель Леманн | Террі Хуан                                          | 10 січня 2025           |
| Гаррі Морган і Марія ЛаГуерта знаходять ще один труп. Декстер висловлює припущення, що це справа серійного вбивці. У флешбеках Гаррі продовжує зустрічатися з Лорою Мозер, хоча його дружина народжує йому доньку. В капітана поліції Аарона Спенсера викрадають його сина, його дружину бьють. Поліція займається пошуками та вважає, що злочин скоїв той самий злочинець, що вбив і сина судді. Декстер разом з сестрою Деб йде на подвійне побачення, вони крадуть автомобіль школьної приятельки Деб - Тіфані. Декстер планує покінчити з Ліваєм Рідом, за ті злочини, що він накоїв. Переслідуючи Ріда він випадково зустрічається зі знайомим поліцейським, а покінчив з ним і відвозячи труп попадає на групу поліції. |                                                            |                |                                                     |                         |
| 7 | «Велика проблема поганого тіла» «The Big Bad Body Problem» | Моніка Реймунд | Катріна Метьюсон і Таннер Бін                       | 24 січня 2025           |
| Декстер з тілом Лівая Ріда в багажнику з'являється на місці позбуття тіл куди прибула поліція через знахідку відрубленої руки. Декстеру вдається позбавитись головної уліки та зам'яти справу. Від трупа Ріда він позбавляється на місцевому смітєзвалищі. Декстер розповідає про проблеми з позбуттям тіла батьку та шукає іншого способу позбуватися тіл своїх злочинів. Поліція Маямі шукає зниклого сина свого капітана, офіцери Морган та ЛаГуерта знаходять підозрілий автомобіль, який як вони думають може бути якимось чином пов'язаний з вбивствами. У флешбеках Лора потрапляє на знайомство з головою наркосиндикату. Деб сперичається з Тіфані через жарт з автомобілем через, що Деб розбиває їй обличчя та позбувається звання капітана команди, а також можливості отримати стипендію при навчанні в коледжі. Син капітана Спенсера ранить свого викрадача, але той відрізає йому палець та надсилає його поліції. Декстер помічає краплину крові на посилці та звертає увагу на це своїх колег, їм вдається виділити лише группу крові можливого вбивці. Декстер також помічає що при відрізанні пальця сину Спенсера вбивця вагався на відміну від попереднього разу. Декстер запідозрює капітана Спенсера у викраденні власного сину. |                                                            |                |                                                     |                         |
| 8 | «Бізнес і задоволення» «Business and Pleasure»             | Моніка Реймунд | Скотт Рейнольдс та Алекс Келлерман                  | 31 січня 2025           |
| Декстер розповідає Гаррі, що підозрює їх капітана Спенсера у викраденні власного сина. Деб зі своїм бойфрендом - Джином Мартіной вирушає на Піміні, щоб забрати "дещо" для його батька. В флешбеках Лора розповідає Гаррі, що Естрадо планує відправити велику партію кокаїну і залучає її до тієї справи, про те що вона спілкувалася з поліцейським дізнається підручний Естрадо - Хімено. Наркомафія захоплює Лору та її синів - Декстера та Браяна, та ховає їх в контейнерах доків. Пізніше приїздить Естрадо з бажанням покарати за зраду. Деб цікавиться тим товаром, що загрузили в трюм яхти Мартіно, але бойфренд зупиняє та виганяє її. Декстер за наказом батька дізнається де мешкає Джин Мартіна, та що він одружений і використовує його сестру. Декстер повертає сестру додому. Пізніше декстер прослідковує за капітаном Спенсером, і помічає, що той передає щось дивне підозрілому хлопцю. ЛаГуерта разом з Гаррі Морганом вирішують навідатись до колишнього власника авто, який вони знайшли, виявляється, що він був убитий 3 тижні тому. Гаррі дізнається що одним з клієнтів вбитого був Браян Мозер - брат Декстера. В вечері поліцейські вирішують брати штурмом будинок одного з злочинців, який раніше був помічений у збуті наркотиків. Капітан Спенсер помічає футболку власного сина після чого в будинку відбувається перестрілка в якій ранять, Боббі - колегу Гаррі. Лише Декстер знає, що цю футболку підкинув до бандитів власне сам Спенсер. |                                                            |                |                                                     |                         |
| 9 | «Донорство крові» «Blood Drive»                            | Міхаель Леманн | Мері Лія Саттон та Йоганна Рамм                     | 7 лютого 2025           |
| У флешбеках Гаррі знаходить братів Мозер замкненими в контейнері разом із мертвою Лорою. Він зізнається дружині у зраді з Лорою, і подружжя вирішує всиновити Декстера та Браяна. Проте, коли Браян починає кривдити їхню доньку Деб, вони змушені віддати його. Тим часом ЛаГуерта намагається дізнатися правду про Браяна Мозера, але виявляє, що всі згадки про його спорідненість із Декстером стерті з архівів. Аарон Спенсер зізнається синові, що саме він викрав його. У поліцейському відділку влаштовують добровільну здачу крові на підтримку пораненого Боббі, і Декстера відправляють займатися її збором. Беручи кров у капітана Спенсера, він підтверджує власні підозри. Тим часом Браян Мозер навідує в будинку пристарілих соцпрацівницю, яка свого часу розлучила його з братом. Гаррі доходить до висновку, що за серією вбивств стоїть саме Браян. Декстер провокує капітана Спенсера зізнатися у злочинах. Той погоджується, але шантажує його: якщо Декстер його не відпустить, вони не знайдуть його сина. Декстер розігрує для Аарона сцену втечі, щоб вистежити його та дістатися до викраденого хлопця. |                                                            |                |                                                     |                         |
| 10 | «Народжений таким» «Born This Way»                         | Міхаель Леманн | Клайд Філліпс, Олександра Франклін, Марк Мушинський | 14 лютого 2025          |
| У флешбеках розказуеться взросління Браяна Мозер, його поневіряння по прийомних сім'ях та перше вбивство лікаря психолога. В теперішньому часі Декстер слідкує за відпущеним капітаном Спенсером, що приводить його до місця де схований його син. Декстер рятує сина Аарона Спенсера, але сам Спенсер втікає. Поліцейські повідомляють Гаррі, що знайдено тіло колишньої соцпрацівниці. Гаррі прийздить на місцезлочину та відслідковує Браяна, в процесі вияснень причин зкоєних злоченів Браяну вдається знешкодити Гаррі, але той не вбиває його, а лише зковує наручниками. Розлючений капітан Спенсер приїздить додому, щоб покінчити з дружиною, але його перехоплює та нейтралізує Декстер. Декстер вбиває капітана та позбувається його тіла в морі. Дебра мириться зі своєю найкращою подругою та сповіщує, що теж бає навчатися на детектива. Поліцейські дізнаються про злочини свого керівника. Декстера підвищують і дають повноцінну роботу. |                                                            |                |                                                     |                         |

## Виробництво

### Початки
6 лютого 2023 року Showtime надала замовлення на виробництво приквела про історію походження для Декстера під назвою «Декстер: Початок», створеного Клайдом Філліпсом. Пізніше він був перейменований як Dexter: Original Sin і складатиметься з 10 епізодів. Очікується, що Філліпс, який виступає шоураннером, також буде виконавчим продюсером разом зі Скоттом Рейнольдсом, Майклом С. Холлом, Мері Лією Саттон, Тоні Ернандесом і Ліллі Бернс, а продюсером виступить Роберт Ллойд Льюїс. Виробничими компаніями, які беруть участь у серіалі, є Showtime Studios і Counterpart Studios.

### Кастинг
23 травня 2024 року Патрік Гібсон, Крістіан Слейтер і Моллі Браун виконали головні ролі. У червні 2024 року Джеймс Мартінес, Крістіна Міліан, Алекс Шимізу, Рено Вілсон і Патрік Демпсі приєдналися до акторського складу як постійні учасники серіалу, а Сара Мішель Геллар була обрана спеціальною запрошеною зіркою. 11 липня 2024 року Джо Пантоліано, Бріттані Аллен, Ренді Гонсалес, Аарон Дженнінгс, Ракель Джастіс, Джаспер Льюїс, Карло Мендес, Ісаак Гонсалес Россі та Роберто Санчес отримали повторювані ролі. 26 липня 2024 року на Comic-Con у Сан-Дієго під час панелі Dexter: Original Sin було оголошено, що Майкл К. Хол буде внутрішнім голосом молодого Декстера Моргана. 14 серпня 2024 року Аманда Брукс приєдналася до акторського складу на постійній основі. 20 вересня 2024 року Елі Шерман, Лондон Тетчер і Сара Кінсі приєдналися до акторського складу на невідомих посадах.

### Фільмування
Основне фільмування серіалу розпочалися 5 червня 2024 року в Маямі. У серпні 2024 року повідомлялося, що фільмування перенесли в Лос-Анджелес.

## Реліз
Прем’єра «Декстер: Первородний гріх» відбулася 13 грудня 2024 року на Paramount+ і Showtime.

## Відгуки
На веб-сайті агрегатора рецензій Rotten Tomatoes повідомили про 69% схвалення із середнім рейтингом 6,5/10 на основі 17 рецензій критиків. Відповідно до Metacritic, який підрахував середньозважену оцінку 50 зі 100 на основі 6 відгуків критиків, прем’єра серіалу отримала «змішану або середню» реакцію.